# スーペルコッパ・サンマリネーゼ
トロフェオ・フェデラーレ（イタリア語: Trofeo Federale）は、サンマリノのサッカーのスーパーカップである。1986年に始まった。リーグプレーオフ決勝とカップ決勝に残った4チームが参加した。2012年からはスーペルコッパ・サンマリネーゼ（イタリア語: Super Coppa Sammarinese）に改称し、リーグ優勝チームとカップ優勝チームが参加する大会方式に変更された。

## 歴代優勝クラブ

### スーペルコッパ・サンマリネーゼ
| 年   | 優勝             | スコア      | 準優勝           |
| ---- | ---------------- | ----------- | ---------------- |
| 2012 | ラ・フィオリータ | 1-0         | トレ・ペンネ     |
| 2013 | トレ・ペンネ     | 2-1         | ラ・フィオリータ |
| 2014 | リベルタス       | 3-3 (5-4 p) | ラ・フィオリータ |
| 2015 | フォルゴーレ     | 2-0         | ムラタ           |
| 2016 | トレ・ペンネ     | 2-1         | ラ・フィオリータ |
| 2017 | トレ・ペンネ     | 4-0         | ラ・フィオリータ |
| 2018 | ラ・フィオリータ | 1-0         | トレ・ペンネ     |
| 2019 | トレ・フィオリ   | 2-1         | トレ・ペンネ     |
| 2020 |                  | -           |                  |
| 2021 | ラ・フィオリータ | 3-2         | フォルゴーレ     |

### トロフェオ・フェデラーレ
- 1986 - ラ・フィオリータ
- 1987 - ラ・フィオリータ
- 1988 - ヴィルトゥス
- 1989 - リベルタス
- 1990 - ドマニャーノ
- 1991 - トレ・フィオーリ
- 1992 - リベルタス
- 1993 - トレ・フィオーリ
- 1994 - ファエターノ
- 1995 - コスモス
- 1996 - リベルタス
- 1997 - フォルゴーレ
- 1998 - コスモス
- 1999 - コスモス
- 2000 - フォルゴーレ
- 2001 - ドマニャーノ
- 2002 - カイルンゴ
- 2003 - ペンナロッサ
- 2004 - ドマニャーノ
- 2005 - トレ・ペンネ
- 2006 - ムラタ
- 2007 - ラ・フィオリータ
- 2008 - ムラタ
- 2009 - ムラタ
- 2010 - トレ・フィオーリ
- 2011 - トレ・フィオーリ

## クラブ別優勝回数
| クラブ           | 優勝 | 準優勝 | 優勝年度         | 準優勝年度             |
| ---------------- | ---- | ------ | ---------------- | ---------------------- |
| ラ・フィオリータ | 3    | 4      | 2012, 2018, 2021 | 2013, 2014, 2016, 2017 |
| トレ・ペンネ     | 3    | 3      | 2013, 2016, 2017 | 2012, 2018, 2019       |
| フォルゴーレ     | 1    | 1      | 2015             | 2021                   |
| リベルタス       | 1    | 0      | 2014             | -                      |
| トレ・フィオリ   | 1    | 0      | 2019             | -                      |
| ムラタ           | 0    | 1      | -                | 2015                   |